# Ізвоаре (Флорештський район)
Ізвоаре (рум. Izvoare) — село у Флорештському районі Молдови. Адміністративний центр однойменної комуни, до складу якої також входять села Безень та Скеєнь.

## Населення
За даними перепису населення 2004 року у селі проживала 991 особа.
Національний склад населення села:
| Національність       | Кількість осіб | Відсоток   |
| -------------------- | -------------- | ---------- |
| молдавани румуни     | 962 9          | 97,1% 0,9% |
| цигани               | 10             | 1,0%       |
| українці             | 5              | 0,5%       |
| росіяни              | 3              | 0,3%       |
| болгари              | 1              | 0,1%       |
| інша / без відповіді | 1              | 0,1%       |
| Всього               | 991            | 100%       |

## Відомі особистості
В поселенні народились:
- Ірина Рімес (* 1991) — молдовська співачка та композитор.